# Cemitério Deans Grange
O Cemitério Deans Grange é um cemitério localizado no Condado de Dun Laoghaire-Rathdown, ao sul de Dublin, República da Irlanda. Foi intituído em 1865.

## Personalidades
Estão sepultados mais de 150 mil pessoas, dentre elas famosos escritores, artistas e comerciantes. Dentre estes destacam-se: John Aloysius Costello, Seán Lemass, John McCormack, Flann O'Brien, Frank O’Connor, Ernest Walton, John Boyd Dunlop.